# Лазурное (Симферопольский район)
Лазу́рное (до 1948 года Эльза́с; укр. Лазурне, крымскотат. Elzas, Эльзас) — упразднённое село в Симферопольском районе Крыма, включённое в состав Винницкого. Сейчас — северо-восточная часть села.

## История
Эльзас впервые встречается в Списке населённых пунктов Крымской АССР по Всесоюзной переписи 17 декабря 1926 года, как село в составе Булганакского сельсовета, в котором числилось 10 дворов, из них 9 крестьянских, население составляло 43 человека. В национальном отношении учтено: 3 украинца и 40 немцев. Постановлением президиума КрымЦИК от 26 января 1935 года «Об образовании новой административной территориальной сети Крымской АССР» был создан Сакский район и Эльзас отнесли к новому району. Вскоре после начала Великой Отечественной войны, 18 августа 1941 года крымские немцы были выселены, сначала в Ставропольский край, а затем в Сибирь и северный Казахстан.
После освобождения Крыма от фашистов, 12 августа 1944 года было принято постановление № ГОКО-6372с «О переселении колхозников в районы Крыма» и в сентябре 1944 года в район приехали первые новосёлы (57 семей) из Киевской и Винницкой областей, а в начале 1950-х годов последовала вторая волна переселенцев из различных областей Украины. С 25 июня 1946 года село в составе Крымской области РСФСР. 26 апреля 1954 года Крымская область была передана из состава РСФСР в состав УССР. К 1960 году Лазурное объединили с Винницким (согласно справочнику «Крымская область. Административно-территориальное деление на 1 января 1968 года» — в период с 1954 по 1968 годы).